# Prix Gandhi pour la paix
Pour les articles homonymes, voir Gandhi (homonymie).
Le prix Gandhi pour la paix (Gandhi Peace Award) est un prix décerné annuellement pour célébrer la mémoire du Mahatma Gandhi. Ce prix est décerné à des personnalités pour des contributions visant à promouvoir la paix internationale. Il est décerné par l'ONG américaine Promoting Enduring Peace affiliée au mouvement quaker. Il a été décerné pour la première fois en 1960 d'après une idée de Jerome Davis de 1959.
Le prix est constitué d'un certificat et d'une médaille de bronze sur laquelle est gravée une citation de Gandhi :
« Love Ever Suffers
Never Revenges Itself. »
(« l'amour souffre, mais il ne se venge jamais »).
Il existe également trois autres prix Gandhi :
- le prix international Gandhi pour la paix décerné annuellement par le gouvernement indien et qui ne possède aucun lien avec le précédent
- le prix Gandhi pour la non-violence (Gandhi-King Award for Non-Violence) décerné par le « Mouvement mondial pour la non-violence » (The World Movement for Nonviolence)
- le prix Mahatma Gandhi pour la réconciliation et la paix décerné depuis 2003 par la « fondation Gandhi Development Trust ».

## Lauréats
- Eleanor Roosevelt(1960)
- Edwin T. Dahlberg (1960)
- Maurice Eisendrath (1961)
- John Haynes Holmes (1961)
- Linus Pauling (1962)
- James Paul Warburg (1962)
- E. Stanley Jones (1963)
- Martin Luther King, Jr. (1964)*
- A. J. Muste (1966)
- Norman Thomas (1967)
- Jerome Davis (1967)
- William Sloane Coffin, Jr. (1967)
- Benjamin Spock (1968)
- Wayne Morse (1970)
- Willard Uphaus (1970)
- U Thant (1972)
- Daniel Berrigan (1974)**
- Dorothy Day (1975)
- Daniel Ellsberg (1976)
- Mata Amritanandamayi
- Peter Benenson et Petretti Ennals (1978)
- Roland Bainton (1979)
- Helen Caldicott (1980)
- Corliss Lamont (1981)
- Randall Watson Forsberg (1982)
- Robert Jay Lifton (1984)
- Kay Camp (1984)
- Bernard Lown (1986)
- John Somerville (1987)
- César Chávez (1989)
- Marian Wright Edelman (1990)
- George McGovern (1991)
- Ramsey Clark
- Lucius Walker, Jr.
- Roy Bourgeois
- Edith Ballantyne (1995)
- The New Haven/León Sister City Project
- Howard et Alice Frazier
- Michael True et NEPSA
- Dennis Kucinich
- Karen Jacob et David Cortright
- Ehud Bandel et Arik Ascherman (2011)
- Amy Goodman (2012)
- Bill McKibben (2013)
- Medea Benjamin (2014)
- Kathy Kelly et Tom Goldtooth (2015)
- Ralph Nader et Omar Barghouti (2017)
- Jackson Browne (2018)
- Mayson Almisri and Zaher Sahloul (2020)
- Kali Akuno (2023)